# Chriodes punctifer
Chriodes punctifer är en stekelart som först beskrevs av Morley 1919.  Chriodes punctifer ingår i släktet Chriodes och familjen brokparasitsteklar. Inga underarter finns listade i Catalogue of Life.